# Szeto Wah

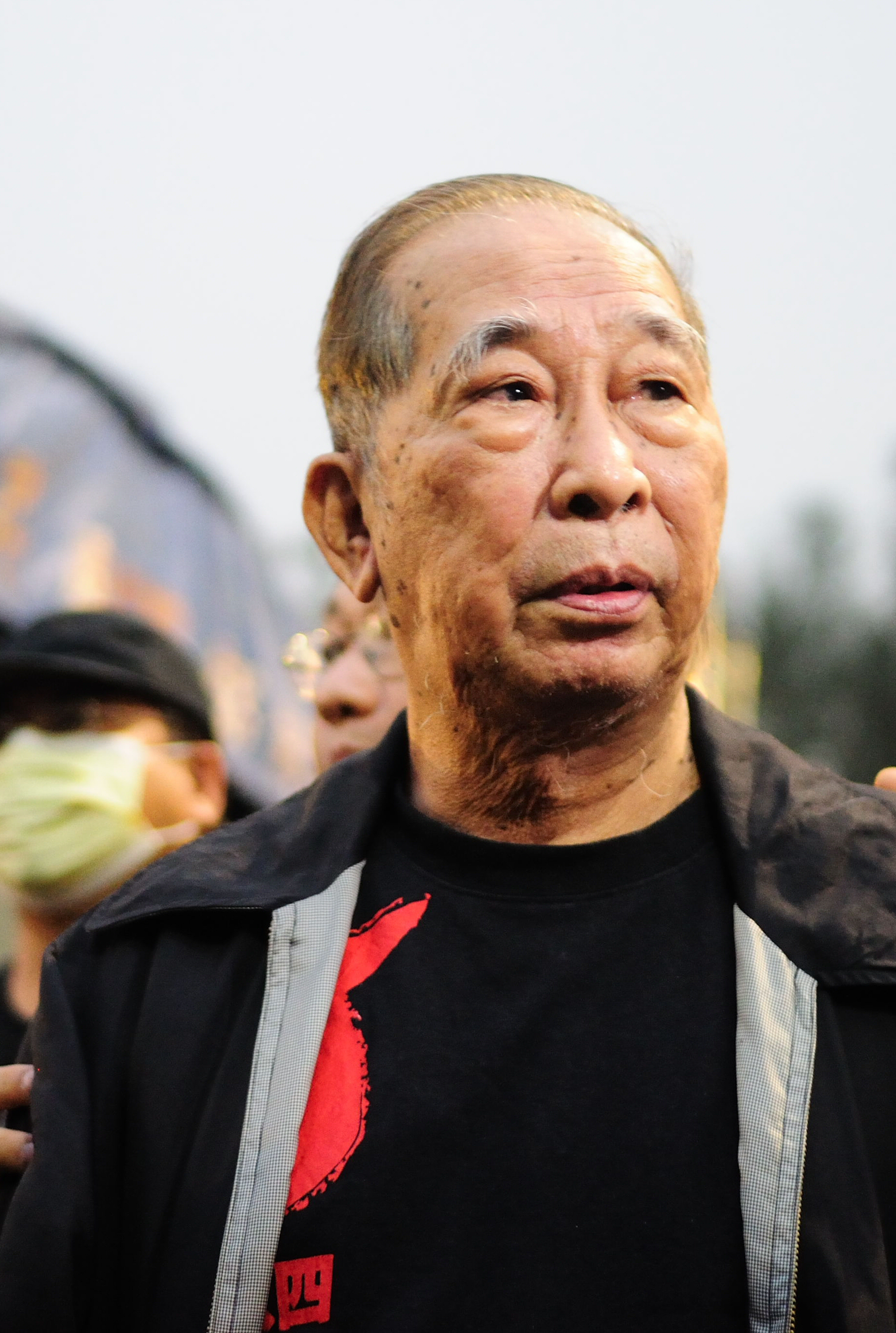

Szeto Wah (28 de fevereiro de 1931 - 2 de janeiro de 2011) foi um político democrata de Hong Kong. Ele foi presidente da Aliança de Hong Kong em Apoio a Movimentos Democráticos na China.